# Tahounia Rubel
Tahounia Rubel (en hebreo טהוניה רובל; también escrito como Tahuonia o Tahunia, nacida el 20 de febrero de 1988) es una modelo israelí.
Es la ganadora de HaAh HaGadol 5 (Big Brother Israel).